# ラス・プラッサス
ラス・プラッサス（イタリア語: Las Plassas）は、イタリア共和国サルデーニャ州南サルデーニャ県にある、人口約200人の基礎自治体（コムーネ）。

## 地理

### 位置・広がり

#### 隣接コムーネ
隣接するコムーネは以下の通り。
- バルーミニ
- パウリ・アルバレーイ
- トゥイーリ
- ヴィッラマル
- ヴィッラノヴァフランカ